# Лістаку (Виру)
Лістаку (ест. Listaku, виро Listaku) — село в Естонії, входить до складу волості Виру, повіту Вирумаа. До 2017 року входило до складу волості Ласва.